# Camada limite atmosférica
A Camada Limite Atmosférica (CLA) ou Camada Limite Planetária(CLP), como também é conhecida, com altura típica de 1 km, situa-se na baixa troposfera e assim sofre diretamente a influência da superfície. A escala de tempo dos fenômenos da CLA é igual ou inferior a uma (1) hora.

## Formação da Camada Limite
Não fosse o arrasto e a deformação da superfície, encontrada na intersecção dos corpos rígidos com os gasosos, os gases que formam a atmosfera circulariam de forma totalmente diferente ao movimento das nuvens observado entorno do planeta. Isso se deve porque os gases sofrem mais influência das leis da termodinâmica enquanto que os sólidos (a terra) são mais influenciados pela gravidade.

## Evolução diurna da Camada Limite Atmosférica
Durante o período diurno, a CLA se aquece diretamente em resposta ao aquecimento diurno da superfície. Nesse caso, a difusão do calor ocorre pelo efeito altamente difusivo da turbulência de origem térmica (convecção). Durante a noite, a camada limite superficial em contato com a superfície sofre o resfriamento noturno quando ocorrem noites de céu claro (com pouca umidade, ausência de nuvens e ventos fracos), levando a formação de uma camada de inversão térmica superficial e da camada limite estável ('stable boundary layer') onde a turbulência é gerada mecanicamente pelo cisalhamento do vento na vertical ('wind shear') e tem a tendência a dissipar pelo efeito da estabilidade estática da estratificação térmica vertical (inversão térmica).
A velocidade do vento na CLA é limitada devido ao efeito da fricção aerodinâmica do ar com a superfície atrito.
A CLA é a camada inferior da troposfera em contato direto com a superfície terrestre, que apresenta uma escala de altura de 1 a 2 km (no caso da camada limite convectiva ou diurna) e entre 0 e 100 m (para a camada limite estável ou noturna), onde se encontra predominância de turbulência de térmica (convecção térmica) durante o dia (período convectivo) e turbulência de origem mecânica durante a noite (período estável).
Os fenômenos associados à sua dinâmica se manifestam em escalas temporais menores do que um dia e os fluxos de momentum e escalares associam-se à movimentos turbulentos que ocorrem em escalas da ordem da sua espessura ou menores.

## Atmosfera livre
Acima da CLA, na atmosfera livre, os efeitos da fricção aerodinâmica, aquecimento e resfriamento da superfície abaixo são pouco sentidos, predominando um escoamento laminar, e perturbações atmosféricas de escala não local (por exemplo, de escala sinótica como as variações associadas às frentes-frias).

## Sub-divisões da camada limite atmosférica
A CLP é dividida em diferentes camadas:
- subcamada inercial - onde predomina a difusão molecular (visciosidade do ar), com espessura de apenas alguns milímetros sobre as superícies.
- camada limite superficial (CLS) - onde as forças inerciais predominam sobre as viscosas, com espessura da ordem de dezenas de metros, onde ocorrem gradientes verticais intensos das variáveis atmosféricas médias: temperatura, vapor de água (umidade específica do ar, razão de mistura), momento (velocidade do vento). As inter-relações entre as variáveis médias e sua distribuição (gradientes) na Camada Limite Superficial é explicada pela Teoria Universal de Similaridade de Monin-Obukhov (MOST: Monin-Obukhov Similarity Theory). Dentro da CLS, sobre terrenos de cobertura florestal ou urbana, pode ocorrer uma sub-camada rugosa (RSL: roughness sublayer) na qual o efeito do arrasto aerodinâmico é muito intenso e dominante, em conjunto com a ocorrência de uma sub-camada inercial (ISL: inertial sublayer) sobre a subcamada rugosa, onde valem as escalas universiais (únicas) definidas pela MOST.
- camada de mistura CM - camada em que ocorre grande mistura devido a difusão turbulenta, que durante o período convectivo da CLA estende-se desde o topo da CLS até o topo da CLA (zona de entranhamento ou de transição), na qual os gradientes verticais médios das variáveis atmosféricas apresentam-se pequenos. A grande mistura turbulenta na Camada Limite Convectiva (CBL: Convective Boundary-Layer) ocorre devido ao efeito da convecção térmica diurna, período no qual a superfície da CLA é fortemente aquecida pela radiação solar;
- camada de transição ou zona de entranhamento - camada no topo da CLP, na qual ocorre a transição entre as condições médias das variáveis na CLP e CM e as condições laminares na atmosfera livre, onde não ocorre turbulência fora das regiões instáveis (de cisalhamento do vento) e das térmicas que formam as células de movimento vertical das nuvens.

Durante o dia, devido à ocorrência de convecção térmica (temperatura abaixo é superior áquela encontrada acima) a escala de altura da camada limite atmosférica (dita convectiva) é de 1 a 2 km. Durante a noite, ocorre sob condições de céu claro, sem nuvens, ventos fracos e anticiclônicos, uma inversão térmica de superfície, em geral sob continentes associada ao resfriamento radiativo de onda longa (infravermelho térmico), que implica tendência à estabilização (formação de uma camada de ar frio abaixo de uma camada de ar relativamente mais quente), isso é em termos de temperatura potencial, e na formação de uma camada limite estável junto a superfície, no qual o gradiente de temperatura potencial (estabilidade estática positiva) implica tendência de dissipação da turbulência, que precisa ser forçada pelo gradiente do vento (produção mecânica de turbulência). Na Camada limite estável ocorrequase um equilíbrio delicado entre a produção mecâmica e a desctruição térmica da turbulência, que resulta em uma escala de altura da ordem de 100 m sob condições de vento moderado (~10 m/s). Sobre a camada limite estável, à noite, ocorre o desenvolvimento da chamada Camada Residual (RL: residual layer) proveniente da dissipação da turbulência térmica da Camada Limite Convectiva (diruna), onde a turbulência apresenta uma estrutura dissipativa e intermitente, com paths (regiões) de turbulência ocassional, ou regiões (bursts) onde ocorre turbulência em escalas menores (turbilhões de menores dimensões) de maneira esporádica (intermitência).

## Camada limite atmosférica e micro-clima
Na zona de transição ou camada de entranhamento, ocorre a mistura do ar da atmosfera livre com o ar em geral poluido da Camada Limite Atmosférica. Logo,  o ar mais seco e frio (potencialmente mais quente) penetra na CLA vindo da atmosfera livre, ao mesmo tempo que o ar relativamente mais quente (potencialmente mais frio) e úmido mistura com o ar entranhado. A inversão térmica no topo da Camada limite Atmosférica em geral está associada à zona de transição (quando não coincidem). O topo da CLA suporta a ocorrência de ondas de gravidade, definidaspor oscilações verticais das parcelas de ar, cuja frequência é dada pela frequência de Brunt-Vaisala. essas ondas de gravidade podem ser disparadas pelo choque do ramo ascendente das térmicas na zona de entranhamento, portanto à presença de nuvens de bom tempo (cúmulos humilis e medíocres ('towering cumulus')), ao escoamento sobre morros e montanhas, à ocorrência de tempestades na vizinhança, progressão de correntes de densidade de ar, ventos catabáticos, jatos de baixos níveis noturnos sobre ou junto ao topo da camada limite estável. Nuvens de bom tempo em geral são visíveis na camada de transição durante o período de maior convecção do dia, em geral à tarde, quando a superfície da terra está bastante aquecida e a CLP encontra-se sobre um regime de instabilidade termodinâmica (muito turbulenta devido à convecção térmica).
Sobre o continente, no período noturno, a CLA é caracterizada pela presença de uma Camada Limite Estável (Stable BL). Nessa camada, a intensidade da turbulência é bem menor que a intensidade registrada durante o dia na Camada Limite Convectiva (Convective BL). A escala de altura da camada limite estável também é inferior a da camada limite convectiva, sendo da ordem de dezenas de metros. Em geral a altura do topo da camada estável está associada à intensidade do cisalhamento do vento na vertical durante a noite ao ao grau da inversão térmica de superfície. Durante a noite, a superfície se resfria devido à perda de calor por irradiação infravermelha (radiação de onda longa), e isso leva a formação da inversão de superfície nas noites de céu claro e de baixa umidade do ar.
Sobre os oceanos, florestas e cidades o comportamento da CLA difere do descrito acima, que é estritamente válido para CLA sobre superfícies horizontalmente homogêneas, e nas quais os elementos rugosos apresentam escalas bem inferiores (comprimento de rugosidade ~ 10 cm) às escalas de altura consideradas (por exemplo altura z igual a 10 metros).